# Kimovsk
Kimovsk (rusky Кимовск) je město v Tulské oblasti v Ruské federaci. Při sčítání lidu v roce 2010 měl přes osmadvacet tisíc obyvatel.

## Poloha a doprava
Kimovsk leží na východním okraji Středoruské vysočiny u jejího přechodu v Ocko-donskou nížinu. Od Tuly, správního střediska oblasti, je vzdálen přibližně pětasedmdesát kilometrů jihovýchodně.
Přes město prochází železniční trať Vjazma–Tula–Uzlovaja-Rjažsk uvedená do provozu v roce 1874. Od severu k městu přichází silnice R114 z Kaširy, která v něm zahýbá na západ do Uzlovaji. Také zde začíná silnice R145 vedoucí na jih do Kurkina.

## Dějiny
Kimovsk vznikl za druhé světové války v rámci rozvoje těžby hnědého uhlí v Moskevské uhelné pánvi. Šachty a dělnické ubytovny původně začaly vznikat na pozemcích, které byly ve správě kolchozu KIM. Zkratka KIM (Коммунистический интернационал молодёжи – Kommunističeskij intěrnacional molodoži) znamená Komunistická internacionála mládeže, mládežnická odnož Kominterny.
V roce 1948 získalo osídlení status sídla městského typu s názvem Kimovsk odvozeným od jména kolchozu. Městem je od roku 1952.

## Rodáci
- Moděst Alexejevič Kolerov (* 1963), zakladatel zpravodajské agentury REGNUM